# Tinea cretella
Tinea cretella är en fjärilsart som beskrevs av Walsingham 1897. Tinea cretella ingår i släktet Tinea och familjen äkta malar.
Artens utbredningsområde är Haiti. Inga underarter finns listade i Catalogue of Life.